# قووول في الثمانيات (مسلسل)

## متى عرض
قووول في الثمانيات هو مسلسل سعودي كوميدي يعرض في رمضان 1432 هـ من بطولة عدد من نجوم السعودية على قناة التلفزيون السعودي وعرض 1 أغسطس 2011

## الفنانين المشاركين
- راشد الشمراني
- حسن عسيري
- عمر الديني
- حبيب الحبيب
- ريماس منصور
- سارة اليافعي
- غزلان
- هند محمد
- محمد جبرتي
- قمر الترك
- زارا البلوشي
- بدر المطرفي
- عبد العزيز المبدل
- محسن الشهري
- حاتم منصور
- ثامر الصيني
- بندر العيسى
- سامي حازم
- فيصل بخش
- روان العامر
- أحمد الحازمي
- عبد الله الصايغ
- هاشم الأهدل
- محمد أبوالبن
- صادق الهاشمي
- ناصر العليق
- سامي سليمان
- مبارك باطويل
- خالد دمنهوري
- أحمد الأسطى
- هشام المنصري
- فهد القحطاني
- فهد العليان
- مطرب فواز
- مها سالم
- عبد العزيز السكيرين
- عبد العزيز الشمري
- محمد الزهراني
- سعد طلاس
- محمد يغمور
- مازن أمين
- أمل حسين
- ميرفت المنصوري
- روان عبد الرحمن
- منيف العبد الله
- عليان العمري
- أحمد شعيب
- غزل
- شيخة
- سحر خليل
- العنود حسين